# John Resby
John Resby foi um padre inglês e apoiante de John Wycliffe. Foi executado sendo queimado por heresia em Perth, Escócia, em 1407 ou 1408, durante a época em que Henry Wardlaw era bispo de St. Andrews. Ele é considerado o primeiro mártir protestante na Escócia.

## Prisão e execução
Em 1407 Resby foi preso em Perth por ensinar heresias lollardas. O regente da Escócia, Robert Stewart, duque de Albany, opôs-se aos lollardos por causa das suas visões, e então permitiu que o inquisidor papal Laurence de Lindores tratasse de Resby como bem desejasse. Durante o seu julgamento, Resby foi acusado de acreditar em quarenta doutrinas heréticas diferentes, incluindo que o papa não era o vigário de Cristo. Depois de refutar as opiniões de Resby, Laurence o entregou-o às autoridades seculares para ser queimado. Alguns dos escritos de Resby foram secretamente preservados pelos seus seguidores e lidos até à época da Reforma.